# Augusta Holmès
Augusta Mary Anne Holmès (Paris, 16 de dezembro de 1847 — Paris, 28 de janeiro de 1903), nascida Holmes, foi uma pianista, compositora e poetisa francesa de origem irlandesa. Estudou com César Franck. 
Em 1871, Holmès obteve a nacionalidade francesa e acrescentou um acento ao seu sobrenome. 

## Biografia
Nascida na França, Augusta era a única filha de Charles William Scott Dalkeith Holmes, um oficial da reserva do exército britânico, de origem irlandesa, e de sua mulher, a inglesa Augusta Tryphena Anna Constance Shearer, pintora e poetisa. Ambos se casaram na França, em 1832 Augusta era também afilhada do poeta, romancista e dramaturgo Alfred de Vigny - possivelmente o seu pai biológico.
Passou sua infância e parte da sua juventude em Versailles. Criança prodígio, aos 11 anos, uma de suas composições, um quick-step, foi executada por uma banda militar em Versailles. Porém seus pais se opuseram à continuidade de sua carreira como musicista. Assim, quando começou a publicar suas composições, aos 14 anos, ela usou, em três delas, o pseudônimo Hermann Zenta; quatro outras, assinou como A.Z. Holmes.
Apesar de seu talento como pianista, não pôde estudar no Conservatório de Paris, que não admitia mulheres. Em Versailles, tem aulas de piano com uma certa Mademoiselle Peyronnet, estuda harmonia e contraponto com Henri Lambert, organista da Catedral de Versailles, e orquestração com o célebre clarinetista Hyacinthe Klosé (1808-1880), professor de clarineta do Conservatório de Paris e regente da Banda Regimental de Versailles. A vida musical em Versailles girava em torno da banda militar. Klosé estimulou Augusta tanto a compor para a banda como a regê-la.
Augusta também frequentou as aulas de canto de Guillot de Sainbris (1820-1887), em Versailles. 
Em 1871, após a morte de seu pai e depois de servir como enfermeira durante a Guerra Franco-Prussiana , Augusta Holmès tornou-se cidadã francesa e acrescentou um acento grave ao seu sobrenome. Como única herdeira do pai, tinha uma renda significativa, o que lhe permitiu levar a vida que queria.
Por volta de 1875 - 1876, começou a estudar com César Franck, que ela considerava seu verdadeiro mestre. Franck aparentemente se apaixonou por Augusta e, segundo os biógrafos, expressou seus sentimentos românticos por ela no seu famoso Quinteto para piano e cordas, peça que Franck desprezava. Franck também dedicou a Augusta o seu Troisième choral pour orgue (1890). 
Chegou a mostrar suas composições ao amigo Franz Liszt e a Richard Wagner. Este último exerceu grande influência sobre seu trabalho. Ela o visitou em Tribschen, no ano de 1870, em companhia de Catulle Mendès e de sua mulher, Judith. Assim como Wagner, Augusta Holmès escreveu ela própria a maioria dos textos de suas composições - incluindo os oratórios, sinfonias vocais e a sua quarta ópera, La Montagne Noire. Augusta falava inglês, francês, alemão e italiano e conhecia a poesia e os autores clássicos, graças aos estímulos de seu padrinho, Alfred de Vigny.
Sobre a personalidade de Augusta, Camille Saint-Saëns escreveu no periódico Harmonie et Mélodie, expressando ao mesmo tempo admiração e a misoginia imperante na época: Como as crianças, as mulheres desconhecem os obstáculos; e sua força de vontade quebra todas as barreiras. A senhorita Holmès é uma mulher, uma extremista. 
Augusta nunca se casou mas manteve diversos casos amorosos, com vários poetas e compositores. A partir de 1864, teve um turbulento romance com um jovem polonês. O poeta simbolista Henri Cazalis também se enamorou dela, em 1869. Saint-Saëns, talvez um tanto hipocritamente, pediu-a em casamento várias vezes. Mas sua ligação mais duradoura - possivelmente mantida desde 1866, mas seguramente desde 1869 - foi com o poeta Catulle Mendès (1841-1909), que era casado desde 1866 com atriz e escritora Judith Gautier, filha de Théophile Gautier . Catulle instala-se na casa de Augusta em 1878. O casal teve cinco filhos. Três de suas filhas foram retratadas por Auguste Renoir, no quadro Les Filles de Catulle Mendès. Uma delas, Hélyonne, será mais tarde a esposa de Henri Barbusse. Mendès deixou Augusta em 1886, aparentemente arruinada. Catulle fica com a guarda dos filhos e posteriormente se casa com a poetisa Jeanne Nette (1867-1955), sua última companheira.

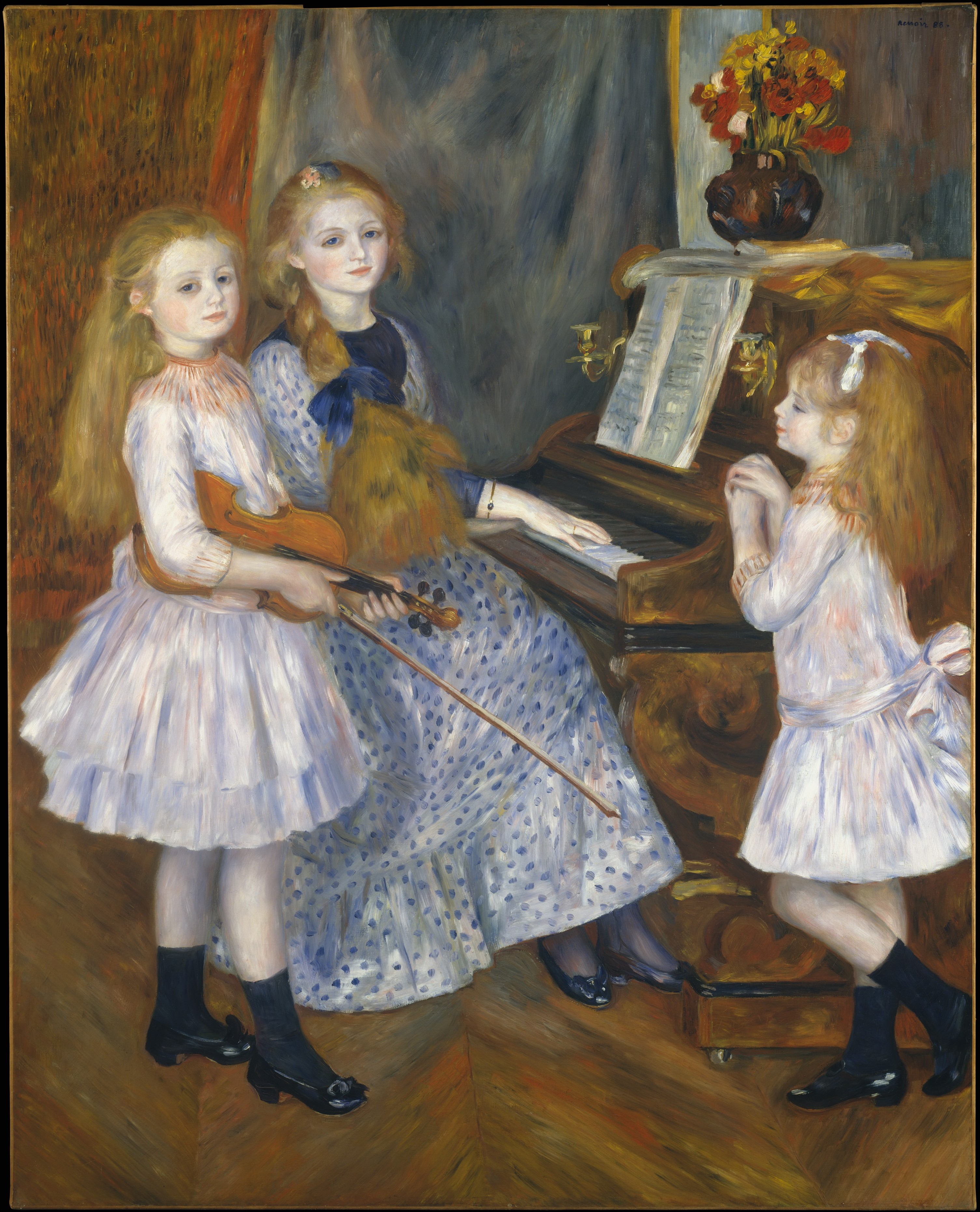
Retrato das filhas de Catulle Mendès ao piano, por Auguste Renoir (1888).

Holmès distinguiu-se como autora de música programática, romântica e de inspiração patriótica. Sua ópera, Hero et Leandre, foi encenada em 1874, e, pouco depois, sua obra In Exitu teve a primeira execução. Nos anos 1880 dedica-se a temas nacionalistas e compõe poemas sinfônicos, como Lutèce, Irlande, Pologne e Ludus pro patria. Em 1880, seu poema sinfônico Les Argonautes recebe menção honrosa no concurso Prêmio Cidade de Paris. Sua sinfonia, Lutèce, obteve o terceiro lugar em outro concurso. Sobre Lutèce, um cronista da época, Victorin Joncières, escreve no jornal «La Liberté», em novembro de 1880, traduzindo ao mesmo tempo, o preconceito da época em relação às mulheres, como compositoras:
A maior parte das mulheres que fazem música geralmente não produzem senão obras bastante medíocres. As mais talentosas escrevem aquilo que se costuma chamar de coisas muito bonitinhas - algo gracioso, elegante, de um ideal burguês suficientemente poético para merecer os elogios das pessoas bem educadas que as cercam. Mas, do ponto de vista da grande arte lírica, carecem de alcance e não passam do nível das elucubrações de amadores, para ser aplaudidas nos salões. A senhorita Augusta Holmès é uma exceção à regra. Sua música tem um vigor, uma virilidade e um entusiasmo que merecem mais do que esses elogios banais normalmente concedidos às compositoras. Acabamos de ler uma grande sinfonia dramática, 'Lutèce', da qual ela escreveu o poema (...) 
Augusta Holmès era considerada wagneriana, o que, à época, podia ser um grande problema. Em 1895, a apresentação de sua obra La montagne noire (composta em 1884), na Ópera de Paris, será um fracasso. Apenas 13 récitas foram realizadas. A ópera será montada também no Covent Garden e no Metropolitan Opera. Sua obra mais conhecida foi composta sob encomentda, para celebrar o centenário da Revolução Francesa, em 1889 - a Ode Triomphale, cuja execução requeria cerca de 1200 músicos. 
Augusta Holmès foi muito popular em sua época, por seu talento musical, sua personalidade atraente e por sua beleza. Foi uma das primeiras mulheres do século XIX, na França, a ter seu talento reconhecido. Após sua morte, no entanto, seu trabalho ficou quase esquecido e os detalhes de sua vida pessoal foram objeto de maior atenção do que a sua música. Ultimamente, porém, a vasta obra de Holmès (que certamente, compôs mais de 150 peças) vem sendo recuperada e seu valor tem sido reconhecido por vários estudiosos. A maior parte dos seus trabalhos, entretanto, permanece inédita e obscura.
O museu Lambinet, em Versailles, conserva um retrato seu, pintado por Gustave Jacquet, em 1873. A obra foi doada ao museu em 1956, por sua filha Hélyonne.

## Obras
Para uma listagem mais completa das obras da compositora, ver Musicologie. Augusta Holmès
- Hero et Leandre - ópera
- Parmi les meules, para voz e piano
- Ode Triumphale, para coro de 900 vozes e orquestra de 300 instrumentos
- Vision de Saint Thérese, para voz e orquestra
- Hymne à la paix - cantata
- Au pays bleu
- Hymne à Apollo - coral
- La Vision de la reine - cantata
- La Montagne noir - ópera
- Astarte - ópera (inédita)
- Lancelot du lac - ópera (inédita)

Obra orquestral:
- Andromede - poema sinfônico
- Irlande - poema sinfônico
- Ludus pro Patria - poema sinfônico
- Lutece - sinfonia
- Ouverture pour une comédie - poema sinfônico
- Pologne - poema sinfônico
- Trois anges sont venus ce soir